# إجهاض دوائي
| البلد            | النسبة المئوية |
| ---------------- | -------------- |
| هولندا           | 12% في 2008    |
| إسبانيا          | 17% في 2014    |
| بلجيكا           | 22% في 2011    |
| ألمانيا          | 22% في 2015    |
| الولايات المتحدة | 23% في 2011    |
| إنجلترا وويلز    | 55% في 2015    |
| آيسلندا          | 55% في 2013    |
| فرنسا            | 58% في 2013    |
| الدنمارك         | 63% in 2013    |
| سويسرا           | 70% في 2015    |
| أسكتلندا         | 81% في 2015    |
| النرويج          | 86% في 2015    |
| السويد           | 91% في 2015    |
| فنلندا           | 95% في 2014    |

الإجهاض الدوائي هو إجهاض طبي غير جراحي باستعمال أدوية مجهضة. تتوفر أدوية يمكن تعاطيها عن طريق الفم وتسمى بتسمية شائعة هي «حبوب الإجهاض».
تعد وسيلة الإجهاض بالأدوية وسيلة بديلة شاع اللجوء إليها منذ ظهور مضاهئات البروستاغلاندين في سبعينات القرن العشرين وظهور ميفيبريستون المضاد للبروجستوجين في ثمانينات القرن ذاته.

## الانتشار
في بحث أجري، وجد أن تقديرات المختصين الذين يساعدون على الإجهاض أن الإجهاض بالأدوية بمثل 23٪ من مجموع حالات الإجهاض خارج المستشفيات ويمثل 36٪ من مجموع حالات الإجهاض قبل مرور 9 أسابيع على الحمل في الولايات المتحدة في عام 2011. كما مثل الإجهاض الدوائي 32 من مجموع حالات الإجهاض في الأثلوث الأول في عيادات طبية في عام 2008 في الولايات المتحدة.

## نظم دوائية

### أقل من 12 أسبوع حملي

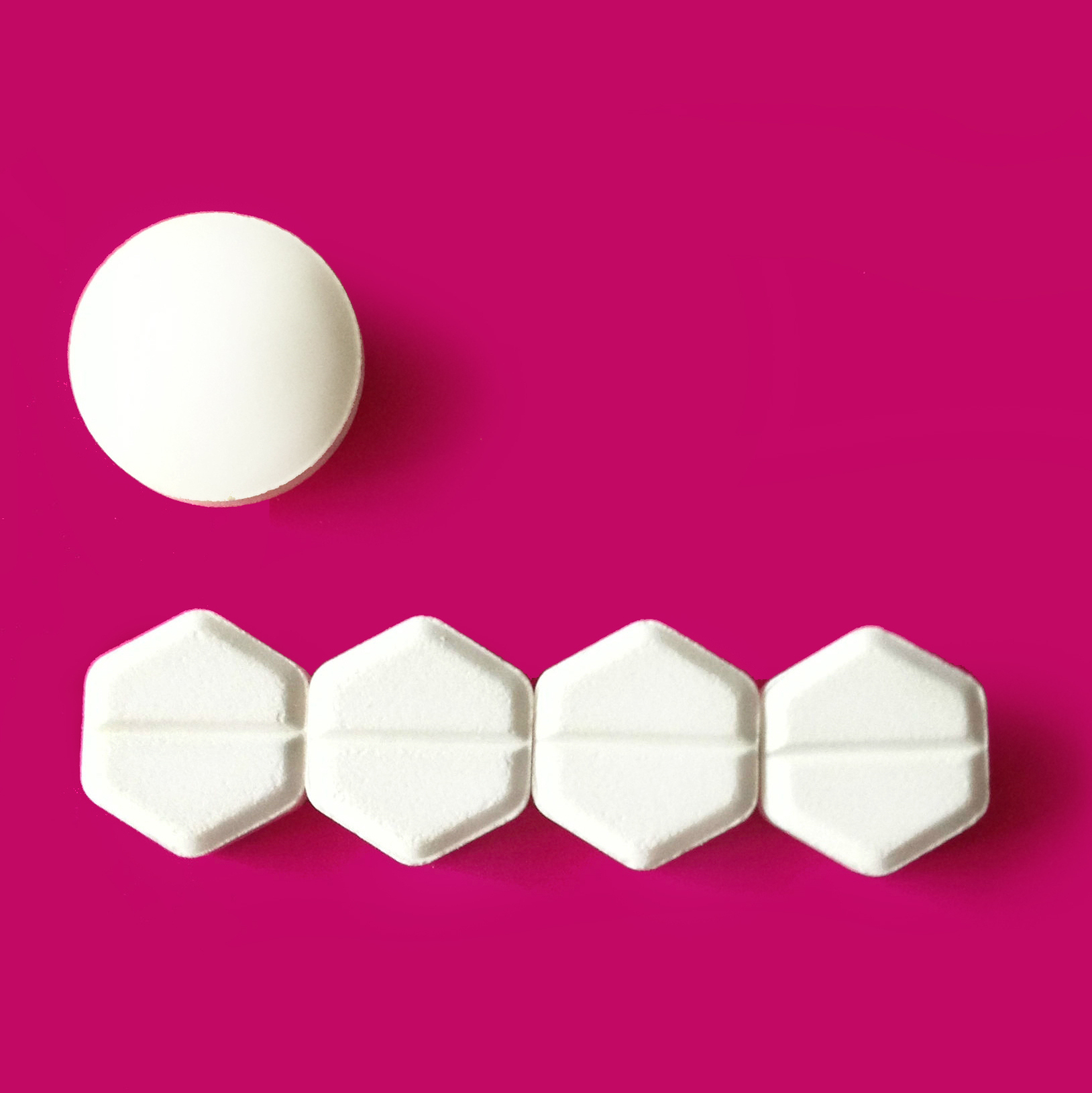
تظهر في الصورة 200 ملغ من الميفيبريستون و800 ميكروغرام من الميزوبروستول، وهو النظام المعتاد للإجهاض الدوائي في وقت باكر من الحمل.

توصي منظمة الصحة العالمية، لتحريض الإجهاض الدوائي قبل عمر 12 أسبوع حملي، بإعطاء 200 ميليغرام من الميفيبريستون عن طريق الفم، يتبعها بعد يوم إلى يومين 800 ميكروغرام من الميزوبروستول ضمن باطن الخد أو عبر المهبل أو تحت اللسان، ويمكن تكرار الميزوبروستول لتحقيق أقصى قدر من النجاح. يبلغ معدل نجاح الميفيبريستون متبوعًا بجرعة واحدة من الميزوبروستول حتى 10 أسابيع من الحمل 96.6%. يوصي الاتحاد الوطني للإجهاض أيضًا بنظام الميفيبريستون والميزوبروستول. كذلك الأمر، لتحريض الإجهاض الدوائي بعمر حملي يصل حتى 10 أسابيع، يعطى 200 ملغ من الميفيبريستون ثم 800 ميكروغرام من الميزوبروستول خلال 24 إلى 48 ساعة من الأول. بالنسبة للحمول التي تتجاوز 9 أسابيع حملية، يجعل تكرار جرعة الميزوبروستول العلاج أكثر فعالية. بالنسبة للحمول بعمر 10 إلى 11 أسبوع، يتضمن بروتوكول الاتحاد الوطني للإجهاض جرعة ثانية روتينية من الميزوبروستول 800 ميكروغرام بعد أربع ساعات من الجرعة الأولى.
يجب إعطاء الميزوبروستول بعد 24 إلى 48 ساعة من تناول الميفيبريستون، وأخذ الميزوبروستول قبل انقضاء 24 ساعة يقلل من احتمالية النجاح. مع ذلك، أظهرت إحدى الدراسات أن تناول العقارين في وقت واحد يعطي نفس الفعالية تقريبًا.
لا بد من إعطاء الميزوبروستول بعد أخذ المريضة الميفيبريستون، وقد يؤدي عدم أخذه إلى إحدى هذه النتائج: قد يموت الجنين، ولكنه لا يطرح بالكامل من الرحم (ربما يكون مصحوبًا بنزيف)، وقد يتطلب الأمر التدخل الجراحي لإزالته؛ أو قد يحدث إجهاض وطرح كامل لمحصول الحمل؛ أو قد يستمر الحمل بجنين سليم. لهذه الأسباب، يجب دائمًا تناول الميزوبروستول بعد الميفيبريستون.
إذا كان الحمل توأمي، فقد يوصى بجرعة أعلى من الميفيبريستون.

### تركيبات دوائية بديلة
يمكن استخدام الميزوبروستول وحده بدون الميفيبريستون في بعض الحالات للإجهاض الدوائي، وقد أثبت ذلك نجاحه في الثلث الثاني من الحمل. يتوفر الميزوبروستول بشكل أشيع من الميفيبريستون، وهو أسهل في التخزين والإعطاء، لذلك قد يقترح مقدم الرعاية الصحية أخذ الميزوبروستول بدون الميفيبريستون، إن لم يتوفر الأخير. عند استخدم الميزوبروستول بدون الميفيبريستون، توصي منظمة الصحة العالمية بأخذ 800 ميكروغرام من الميزوبروستول ضمن باطن الخد أو تحت اللسان أو في المهبل. يبلغ معدل نجاح الميزوبروستول وحده للإجهاض في الثلث الأول من الحمل 78% (وهو أقل من معدل نجاح الميفيبريستون مع الميزوبروستول).
يعتبر النظام الذي يجمع بين الميثوتريكسات والميزوبروستول من الخيارات المستخدمة للإجهاض، ولكنه ليس الخيار الأول. يعطى الميثوتريكسات عن طريق الفم أو في العضل، يليه الميزوبروستول المهبلي بعد 3- 5 أيام. يصبح هذا الخيار مناسب للحمول بعمر 63 يوم تقريبًا. تعترف منظمة الصحة العالمية بنظام الميثوتريكسات والميزوبروستول، لكنها توصي بالنظام الحاوي على الميفيبريستون، لأن الميثوتريكسات قد يكون ماسخًا للجنين في حالات الإجهاض غير الكامل. تعتبر تركيبة الميثوتريكسات والميزوبروستول أكثر فعالية من الميزوبروستول وحده.

## الآثار الضارة
تتضمن الأعراض التي تتطلب عناية طبية فورية ما يلي:
- نزيف حاد (أي نزف كمية دم كافية لملئ أربع فوط صحية خلال ساعتين).
- ألم بطني وغثيان وقيء وإسهال وحمى لأكثر من 24 ساعة بعد تناول الميفيبريستون.
- حمى 38 درجة مئوية (100.4 درجة فهرنهايت) أو أعلى لأكثر من 4 ساعات.

تعاني معظم النساء من تقلصات ونزيف أكثر غزارة من الدورة الشهرية، ومن الأعراض الشائعة أيضًا: الغثيان والقيء والإسهال والصداع والدوار والحمى/ القشعريرة. يميل الميزوبروستول المأخوذ عبر المهبل إلى تقليل الآثار الجانبية الهضمية. تقلل الأدوية المضادة للالتهاب غير الستيرويدية، كالإيبوبروفين مثلًا، الألم المرافق للإجهاض الدوائي.
يسبب الإجهاض الدوائي نزيف أكثر من الإجهاض الجراحي، ومع ذلك، يكون مجمل النزيف في الحالتين ضئيل وتأثيره متشابه من الناحية السريرية. شملت تجربة مستقبلية واسعة النطاق، نُشرت في عام 1992، أكثر من 16000 امرأة خضعن للإجهاض الدوائي باستخدام الميفيبريستون، بجرعات متفاوتة من جيميبروست أو سولبروستون. وفي المحصلة، عانت نسبة تقدر بنحو 0.1% منهن من نزيف تطلب نقل دم. يُنصح عادةً بالاتصال بمقدم الرعاية الصحية، عند حدوث نزف يملأ فوطتين صحيتين في الساعة لمدة ساعتين متتاليتين.

### تدبير النزف
ينخفض النزف المهبلي بشكل عام تدريجيًا على مدار أسبوعين تقريبًا بعد الإجهاض الدوائي، ولكن في حالات فردية، قد يستمر لمدة تصل حتى 45 يوم. إذا كانت المرأة على ما يرام، فلا يعد النزيف المطول ولا وجود أنسجة في الرحم (عند اكتشافها بواسطة أجهزة تخطيط الصدى التوليدية) من المؤشرات التي تستدعي التدخل الجراحي (أي الشفط أو توسيع وكحت الرحم)، إذ تطرح نواتج الحمل المتبقية أثناء النزيف المهبلي التالي. ومع ذلك، يمكن إجراء التدخل الجراحي بناءً على طلب السيدة أو إذا كان النزيف غزيرًا أو طويل الأمد أو سبب فقر دم أو إن ظهر دليل يشير إلى التهاب بطانة الرحم.

### المضاعفات
يندر حدوث مضاعفات بعد الإجهاض الدوائي بالميفيبريستون والميزوبروستول في الحمول التي تقل عن 10 أسابيع. وفقًا لمراجعتين منهجيتين كبيرتين، حدث نزيف تطلب نقل دم لدى 0.03-0.6% من الحالات وعدوى خطيرة لدى 0.01-0.5% منهن. نظرًا لندرة الإصابة بعد الإجهاض الدوائي، لا توصي الكلية الأمريكية لأطباء النساء والتوليد وجمعية تنظيم الأسرة والاتحاد الوطني للإجهاض باستخدام المضادات الحيوية بشكل روتيني. حدثت حالات قليلة ونادرة من الوفيات بسبب متلازمة الصدمة التسممية بالمطثيات عقب عمليات إجهاض دوائية.